# داینودن
داینودن (نام علمی: Deinodon) نام یک سرده از تیره تیرانوسارید است.